# UFC Fight Night: Gaethje vs. Vick
UFC Fight Night: Gaethje vs. Vick var en MMA-gala som arrangerades av Ultimate Fighting Championship och ägde rum 25 augusti 2018 i Lincoln i USA.